# 探地术
探地术（英語：geomancy），一种类似风水的术數，在非洲以及文艺复兴时期的欧洲非常流行。它曾和灵占，水占，天象占，火占，手相，甲骨占并为七大禁忌术。
在阿拉伯传说里，易德里斯梦见大天仙吉卜利勒传授他探地术，他醒来后写成书交给印度国君，后辗转流传到封印大先知买买提手中。买买提将它交给后人，让世人都得知先知的奥秘。
在中亚，如哈萨克斯坦等地，它被称作kumalak，在那里萨满巫师会放置41个球以操作，不过球的作用是和祖先的灵魂联系，而非用来占卜。
在十九世纪，基督宗教传教士来华时将其翻译为风水，来形容那些寻找合适地点的方术。不过探地术一词通常大于并包括风水。在近现代它可以形容任何一种与大地连接的精神，或者仅仅作为一种伪科学词汇而存在，如今它内引进了一些更多的新鲜词汇，比如地脉。